# Reuil-sur-Brêche
Reuil-sur-Brêche település Franciaországban, Oise megyében. Lakosainak száma 329 fő (2022. január 1.). Reuil-sur-Brêche Abbeville-Saint-Lucien, Haudivillers, Lafraye, Montreuil-sur-Brêche, La Neuville-Saint-Pierre, Noirémont, Noyers-Saint-Martin és Oroër községekkel határos.

## Népesség
A település népessége az elmúlt években az alábbi módon változott:
| Lakosok száma | 315  | 325  | 334  | 329  | 327  | 331  | 329  | 329  | 329  |
|               | 2013 | 2015 | 2016 | 2017 | 2018 | 2019 | 2020 | 2021 | 2022 |